# Marina City
Il Marina City è un complesso urbano situato sulla State Street di Chicago, in Illinois.

## Descrizione
Il complesso, che si estende sulla riva a nord del fiume Chicago, è formato da due caratteristiche torri, ad uso residenziale e commerciale, mentre in basso vi è sistema di servizi per la mobilità: parcheggi e, caratteristica peculiare, un porto turistico. Marina city è stato progettato dall'architetto Bertrand Goldberg e realizzato tra il 1959 e il 1964.
È stato raffigurato sulla copertina dell'album cult dei Wilco Yankee Hotel Foxtrot, del 2002.